# 科维理宇宙学研究所
剑桥大学科维理宇宙学研究所（英語：Kavli Institute for Cosmology, Cambridge，缩写为KICC）是剑桥大学和科维理基金会联合建立的一所研究机构。它由剑桥大学的两个天文学团队组成：剑桥天文研究所（IoA）和卡文迪许天体物理学团队。该研究所旨在增进我们对宇宙的理解，其最初研究重点为高红移宇宙。
研究所现主任是罗伯特·马亚利诺；副主任是卡文迪许团队的安东尼·拉森比。首位主任是剑桥天文研究所的乔治·埃夫斯塔西欧。

## 成立经过
2006年8月，剑桥大学和科维理基金会达成了一项协议，双方决定建立一所宇宙学研究机构。科维理基金会提供研究奖金，剑桥大学提供一栋大楼。2008年10月，项目正式开启。2009年7月，研究所大楼完工。2009年11月，剑桥大学名誉校长菲利普亲王与弗雷德·科维理宣布大楼正式启用。

## 建筑
科维理研究所的大楼毗邻天文研究所的主楼——霍伊尔大楼，两者通过抬高的通道相连。该建筑的设计意图是鼓励使用者之间的互动，以及与霍伊尔大楼的互动。它与霍伊尔大楼的建筑风格类似，但足够独特，保留其独立性。 建筑师是Annand和Mustoe。大楼的设计中使用了地源热泵和热交换器供应地板暖气以满足城市理事会的要求，即建筑物的能源至少10％是就地生产的。